# هارلد الثالث ملك النرويج
هارلد الثالث ملك النرويج (بالنرويجية: Harald III، بالنوردية القديمة: Haraldr Sigurðarson، وتُلفظ: هَرَلْدْر بن سِجُرْذْر) كان ملك النرويج خلال الفترة من عام 1046 حتى وفاته عام 1066. لقبته الوثائق الآيسلندية بـ«الصارم» (بالنوردية القديمة: harðráði وتُلفظ: هَرْذْرَاذِ، بالنرويجية: hardråde وتُلفظ: هاردرادا). أما لقبه في كتب المؤرخين بالجزر البريطانية فكان «ذو الشعر الجميل» (بالنوردية القديمة: hárfagri وتُلفظ هَارْفَجْرِ).

## حياته
ولِد حوالي 1015 وعاش في النرويج. حارب بجانب أخاه أولاف الثاني في معركة ستكليساد عام 1030. ذهب الشرق إلى ياروسلاف الحكيم أمير كييف (حوالي 1031 – 1035).
قام بالإبحار حوالي عام 1035 باتجاه الجنوب إلى بيزنطة وأصبح جندي زوي بورفيريوجينيتا في حرس فارانجي. وحارب في إمارة صقلية حوالي 1038 – 1041. يقول مؤرخون آيسلنديون من أمثال سنوري سترلسون كذلك أن هارلد قام بخوض معارك في شمال أفريقيا وبلاد الشام وذهب إلى الحج في القدس.
وقع هارلد في الأسر حوالي عام 1044، ولكنه هرب ورجع إلى كييف. وهناك تزوج مع إليسافيتا بنت ياروسلاف. وكذلك تزوج فيما بعد من ثورا بنت ثوربرج. وأنجب الاثنان ماغنوس الثاني ملك النرويج وأولاف الثالث ملك النرويج.
أبحر هارلد عام 1045 إلى السويد، ومن ثم قام بغزو النرويج، حيث كان ابن أخيه ماغنوس الطيب ملكاً منذ عام 1035. أصبح هارلد وماغنوس ملكان معاً. وتوفي ماغنوس عام 1047. ثم أصبح هارلد وحده ملك النرويج.
قام هارلد خلال الفترة من حوالي 1045 حتى عام 1064 بشن عدة غزوات على الدنمارك، ولكنه لم يصبح ملكاً للدنمارك.
قام هارلد عام 1066 بغزو إنجلترا بجانب توستيغ، شقيق هارولد جودوينسون الملك الجديد لإنجلترا وهَزموا القوات الإنجليزية في مَعْرَكة فَولفَورد. وماتا في معركة جسر ستامفورد في يوركشير.